# Mark Isham
Mark Isham, född 7 september 1951 i New York, är en amerikansk musikkompositör/filmmusikkompositör.

## Filmmusik i urval
- 1986 – Liftaren
- 1990 – Mysteriet von Bülow
- 1991 – Mördande vänskap
- 1991 – Point Break
- 1992 – Cool World
- 1992 – Där floden flyter fram
- 1992 – Möss och människor
- 1993 – Short Cuts
- 1993 – Romeo is Bleeding
- 1994 – Getaway - rymmarna
- 1994 – Quiz Show
- 1994 – Timecop
- 1994 – Nell
- 1996 – Night Falls on Manhattan
- 1997 – Och han älskade dem alla
- 1998 – Blade
- 1999 – Varsity Blues
- 2000 – Rules of Engagement
- 2000 – Men of Honor
- 2001 – Save the Last Dance
- 2001 – Livsverket
- 2001 – Don't Say a Word
- 2001 – The Majestic
- 2002 – Moonlight Mile
- 2003 – The Cooler
- 2004 – Spartan
- 2005 – Zuper-Zebran
- 2005 – Kicking and Screaming
- 2005 – I hennes skor
- 2006 – Running Scared
- 2006 – Eight Below
- 2006 – Den svarta dahlian
- 2006 – Bobby
- 2007 – Freedom Writers
- 2007 – The Mist
- 2008 – Pride and Glory
- 2011 – Warrior
- 2012 – Beauty & the Beast (TV-serie) (pilotavsnittet)
- 2012 – The Lucky One
- 2013 – 42